# Oscar Pizarro
Oscar Pizarro, är en chilensk astronom. Han är bror till astronomen Guido Pizarro
Han var verksam vid La Silla-observatoriet.
Minor Planet Center listar honom under namnet O. Pizarro som upptäckare av 1 asteroid.
Asteroiden 4609 Pizarro är uppkallad efter honom och brodern Guido.

## Asteroid upptäckt av Guido Pizarro
| 2567 Elba [A]                             | 19 maj 1979 |
| Upptäckt tillsammans med: A Guido Pizarro |             |